# Kapuy Gábor
Kapuy Gábor (Budapest, 1989. november 6. –) a Budapesti Műegyetemi Sportrepülő Egyesület aranykoszorús vitorlázórepülő-pilótája.

## Eredményei
- 2013: 8th FAI Junior World Gliding Championships Leszno Standard class 27/36
- 2013: 17th FAI European Gliding Championship Ostrów Wielkopolski Standard class 28/33
- 2013: 3rd Pelican Cup LHSS Mixed Class 1/9
- 2012: Hungarian Nationals Őcsény Hungary Club Class 13/21
- 2012: Pribina Cup Nitra Club Class 25/34
- 2011: Junior Worlds Musbach Germany Standard Class 16/44
- 2011: 56th Hungarian National Gliding Championship Dunaújváros Hungary Club Class 3/13
- 2011: 12nd Kohasz Cup Dunaújvárás Hungary Club Class 3/13
- 2011: Pribina Cup Nitra Club Class 12/45
- 2010: Kohasz Kupa Dunaújváros Hungary Club Class 15/20
- 2010: Flatland Cup Szeged Hungary Club Class 7/13
- 2010 Civis-Thermal Cup Hajdúszoboszló Hungary Club Class 8/22
- 2009 54th Hungarian National Gliding Championship Dunaújváros Club Class 22/30
- 2008 Flatland Cup and Pre WWGC Szeged Hungary Club Class 24/31